# Ladji Diakité
Pour les articles homonymes, voir Diakité.
Ladji Diakité ( arabe : لادجي دياكيتي), est un cinéaste malien. Il est surtout connu pour la réalisateur de longs métrage tels que Duel à Dafa et Fantan Fanga. Outre la réalisation, il est également assistant à la mise en scène et costumier.

## Biographie
Il est né à Bamako, au Mali. Ladji Diakité a obtenu sa maîtrise en lettres à l’Ecole Normale Supérieure. Il a également étudié au Centre national du cinéma et de l’image animée.

## Carrière
En 1991, il rejoint la réalisation le film Ta Dona en tant que costumier. Puis en 1997, il travaille en tant qu'assistant réalisateur sur le film Taafé Fanga.
En 2001, il réalise son premier long métrage intitulé La Rencontre des chasseurs. Puis en 2006, il participe au film Duel a Dafa. En 2007, il réalise le film Duel à Dafa puis Fantan Fanga coréalisé avec Adama Drabo en 2009. Le film a reçu la sélection officielle du Festival Panafricain du Film et de la Télévision de Ouagadougou (FESPACO) de 2009. Par ailleurs, il devient le chef de la division de production du Centre national de la cinématographie du Mali (CNCM).
En 2016, il réaliste le film documentaire Rêve d'or.

## Filmographie
| Année | Film                                  | Rôle                | Genre        | Réf.   |
| ----- | ------------------------------------- | ------------------- | ------------ | ------ |
| 1991  | Ta Dona (Feu!)                        | costumière          | Long métrage | [ 8 ]  |
| 1997  | Taafé Fanga (Jupe Power)              | directeur assistant | Long métrage |        |
| 2001  | La Rencontre des chasseurs            | Réalisateur         | Long métrage |        |
| 2005  | Commissaire Balla                     | Réalisateur         | Séries TV    | [ 9 ]  |
| 2007  | Duel contre Dafa                      | Réalisateur         | Téléfilm     | [ 10 ] |
| 2009  | Fantan Fanga (Le pouvoir des pauvres) | Réalisateur         | Long métrage | [ 11 ] |
| 2010  | Concessions (Les) (Les Concessions)   | Réalisateur         | Séries TV    | [ 12 ] |
| 2016  | Rêve d'or                             | Réalisateur         | Documentaire | [ 7 ]  |